# Karl Popper-vita
A Karl Popper vita az egyik leghíresebb vitaformátum, aminek a névadója egy osztrák származású angol filozófus, Sir Karl Raimund Popper. Ez a vitaformátum főként Kelet- és Közép-Európában, valamint Közép-Ázsiában használatos, de Afrikában és Latin-Amerikában is egyre népszerűbb. Ebben a vitában minden esetben két háromfős csapat vesz részt, és minden résztvevő egyszer mondhat beszédet. A vitában nem csak beszédek jelennek meg, hanem a hat résztvevőből négynek (csapatonként kettő-kettő) lehetősége nyílik kérdéseket intézni a másik csapat által képviselt álláspontokhoz. Ez a típusú vita kifejezetten hasznos lehet oktatási és gyakorlási célú helyzetekben, mert itt a kevésbé rutinos szónokoknak is lehetőségük van gyakorolni, ugyanis a felelősség kicsit egyenetlenül oszlik el. A csapatok első szónokai összesen 12 percet szerepelhetnek, a további két-két szónok pedig fejenként 10 perccel gazdálkodhat.
A támogató oldalt képviselő csapat első beszéde arra szolgál, hogy ismertesse a legfőbb érveket, valamit lefektesse azokat az alapvetéseket, amelyek mentén a vitát le kívánják folytatni. Ezt követően a negatív oldal első szónoka bemutatja a saját érveiket, valamint már egyben reagál is a támogató csapat első rétora által felhozott érvekre. Az ezt követően elhangzó két-két szónoklat célja, hogy részletesebben kifejtse az érveket, valamint hogy reagáljon a másik oldalon elhangzottakra és cáfolja a megjelent ellenérveket. Fontos, hogy új érveket csak a két első beszédben lehet ismertetni, a továbbiak csak kifejtésre és cáfolatra szolgálnak. Lényeges pont még, hogy minden csapat első két beszédéhez a másik csapatnak kérdéseket tehet fel, melyek célja lehet az adott gondolatmenet jobb megértése, egyes pontok erejének elvétele, taktikai manőverezés stb. Az utolsó beszédek célszerűen a nézőpontok összehasonlítására és az összegzésre kínálnak lehetőséget.

## A vita felépítése
| 6 perc | Támogató oldal első beszéde (konstruktív)                                                         |
| 3 perc | Kérdések az első támogató beszélőhöz (a negatív oldalt képviselő csapat harmadik tagjától)        |
| 6 perc | A negatív oldal első beszéde (konstruktív)                                                        |
| 3 perc | Kérdések a negatív oldal első beszélőjéhez (a támogató oldalt képviselő csapat harmadik tagjától) |
| 5 perc | A támogató oldal második beszéde (cáfolat)                                                        |
| 3 perc | Kérdések a második támogató beszélőhöz (a negatív oldal első tagjától)                            |
| 5 perc | A negatív oldal második beszéde (cáfolat)                                                         |
| 3 perc | Kérdések a negatív oldal második beszélőjéhez (a támogató csapat első tagjától)                   |
| 5 perc | Támogató oldal harmadik beszéde (cáfolat, összegzés)                                              |
| 5 perc | Negatív oldal harmadik beszéde (cáfolat, összegzés)                                               |